# Alfred Kantor
Alfred Kantor (* 7. November 1923 in Prag; † 16. Januar 2003 in Yarmouth, Maine) war ein tschechisch-jüdischer Künstler.

## Leben und Wirken

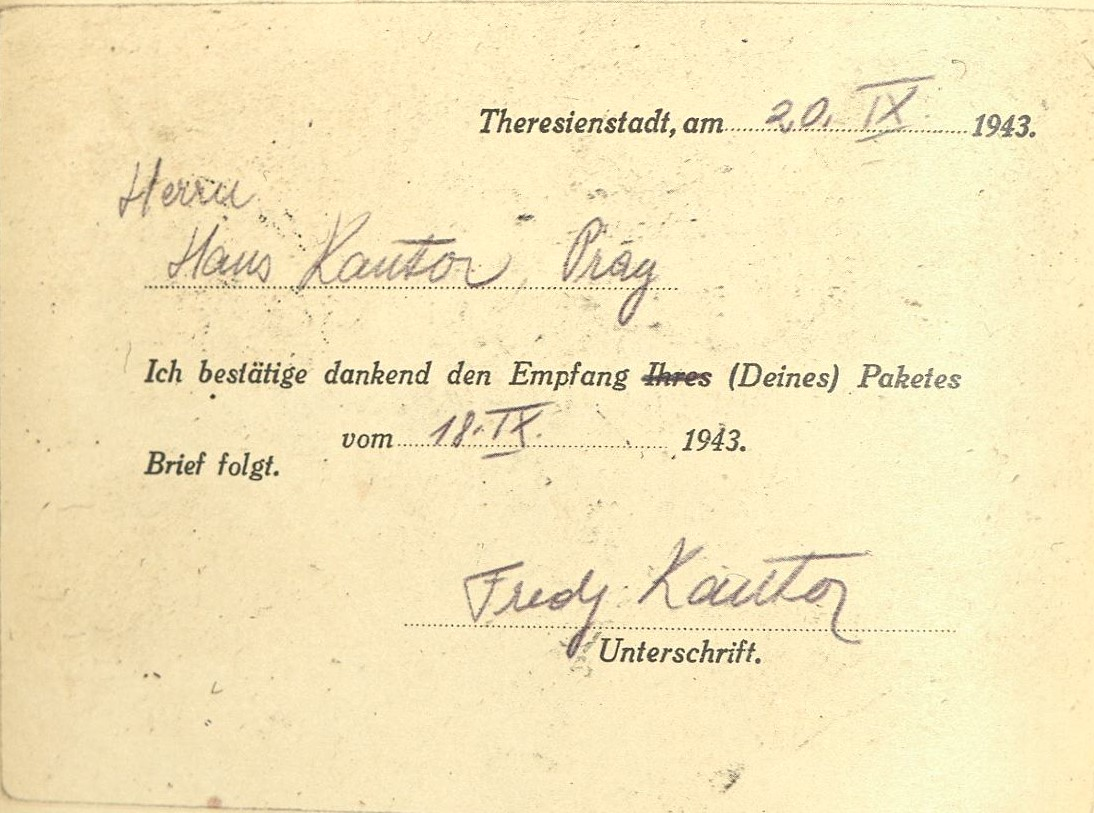
Postkarte „Fredy“ Kantors aus dem Ghetto Theresienstadt (1943)

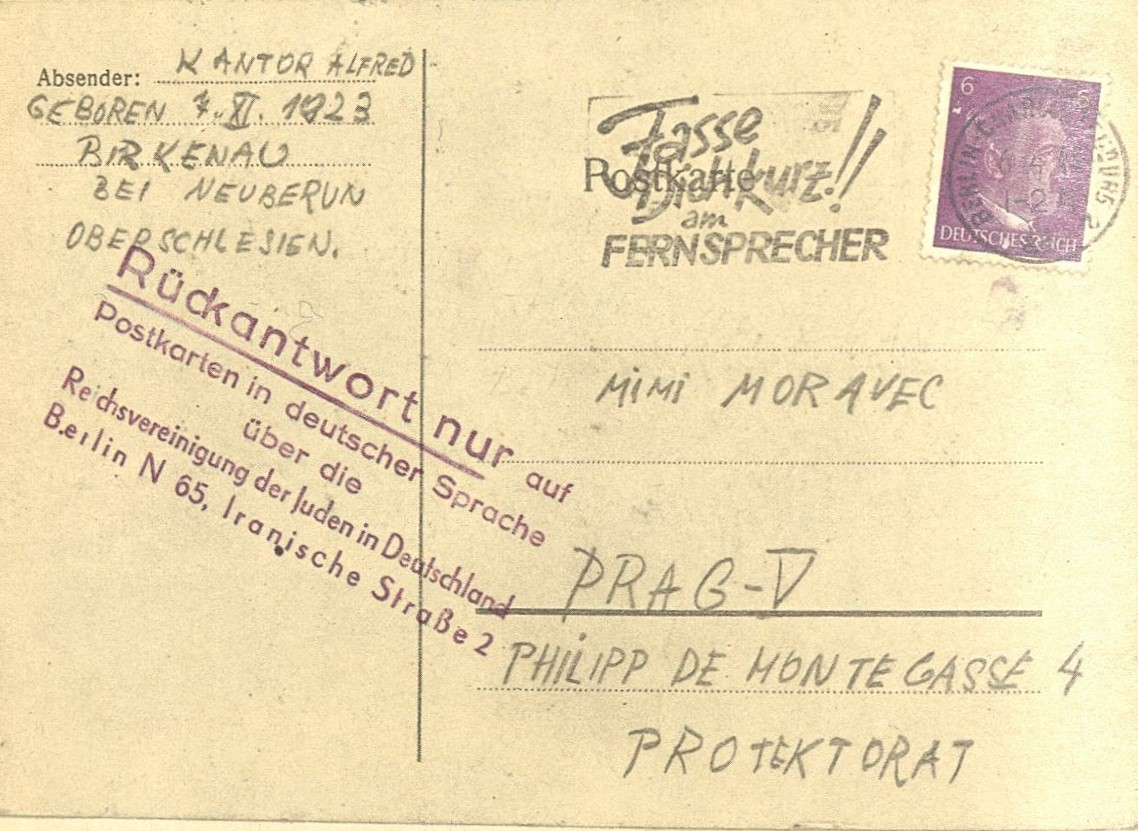
Postkarte Kantors aus dem KZ-Auschwitz-Birkenau (1944)

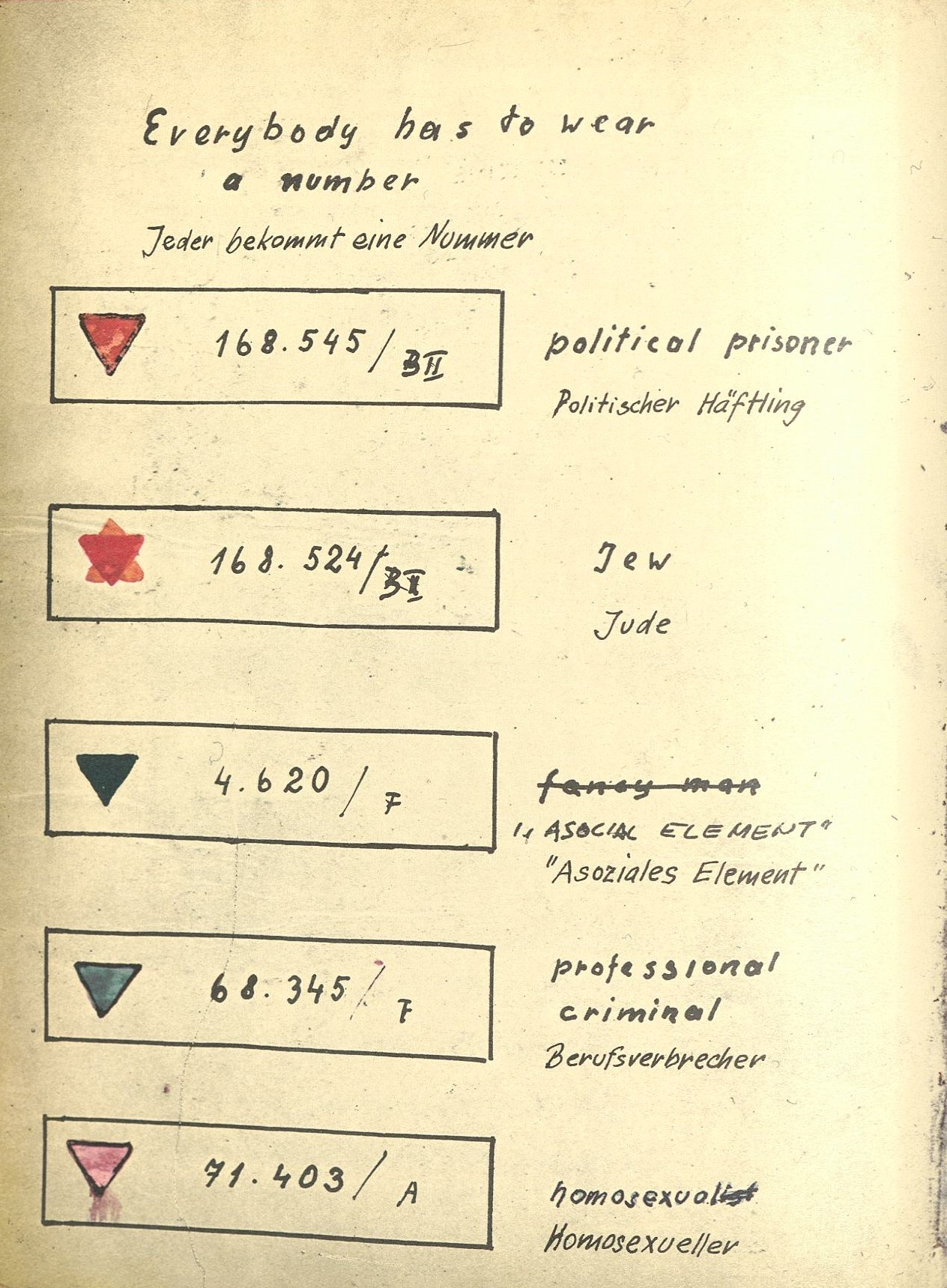
Kantors Übersicht der Häftlingskennzeichnungen (1945)

Der junge Zeichner Alfred Kantor musste seine gerade begonnene Ausbildung zum Werbegrafiker in der Prager Rotter-Schule abbrechen, als die Deutschen 1940 den Ausschluss aller Juden aus öffentlichen und privaten Schulen im Reichsprotektorat Böhmen und Mähren anordneten.
Am 1. Dezember 1941 erhielt Kantor den Deportationsbefehl ins KZ Theresienstadt und blieb dort bis 1943; danach erfolgte die Deportation ins Konzentrationslager Auschwitz und ab 1944 ins KZ-Außenlager Schwarzheide. Von hier wurde er mit wenigen Hunderten überlebender Gefangener unter Bewachung auf einen Marsch in Richtung Theresienstadt gebracht. Die Bewacher verschwanden am 7. Mai 1945 kurz vor diesem Ziel. In beiden Lagern hielt Alfred „Fredy“ Kantor heimlich die Erfahrungen und Eindrücke der Unmenschlichkeit in Skizzen und Bildern fest, die er aber aus Sicherheitsgründen fast alle (s. u.) vernichten musste.
Veröffentlicht und bekannt geworden ist Das Buch des Alfred Kantor – Erstausgabe 1971 New York – mit 127 wasserfarbig kolorierten Zeichnungen, die der 22-Jährige nach der Befreiung aus den KZs in einem Lager für Displaced Persons bei Deggendorf 1945 in nur zwei Monaten anfertigte. Frei von Sentimentalität und Hass geben die vorwiegend aus der Erinnerung gestalteten dokumentarischen Bilder mit knappen zweisprachigen Textangaben den Horror des Holocaust und das schwer zu fassende Martyrium der dreieinhalb Jahre dauernden Haft wieder: Wandelnde Leichen! Ein Neuer fragt: Wo kommt der grässliche Rauch her? Life of corpses! A „greenhorn“ asks „What, the hell, is the meaning of this awful smoke!“
Über seine Erlebnisse und die Möglichkeit, sich mit dem Zeichnen in den Lagern seinen Lebenswillen zu bewahren, hat der am 14. März 1947 in die USA ausgewanderte Alfred Kantor zusammen mit seiner späteren Frau Inge, die er auf dem Schiff nach New York kennenlernte, immer wieder in den Schulen Maines berichtet. Die junge Inge Nattmann, von 1940 bis 1943 zur Zwangsarbeit in einem Kabelwerk eines deutschen Industrieunternehmens verpflichtet, am 27. Februar 1943 in Berlin verhaftet und auf LKWs deportiert – Goebbels hatte Hitler „ein judenfreies Berlin“ versprochen – hat 1945 in ihrer Freude über die Befreiung aus Theresienstadt durch Soldaten der Roten Armee mit einem Sprung auf einen sowjetischen Panzer reagiert. „Wir wurden medizinisch betreut und in allem sehr gut behandelt!“
Alfred Kantor, der 28 Jahre lang als Grafiker der Firma Mac Adams im Bereich medizinischer Reklamegestaltung arbeitete und seit 1980 im US-Bundesstaat Maine lebte, macht in seinem Buch deutlich: „Mein Drang zum Zeichnen kam aus einem tiefen Instinkt der Selbsterhaltung und verhalf mir zweifelsohne, den unbeschreiblichen Horror des Lebens zu jener Zeit zu verleugnen. Durch die Rolle des Beobachters konnte ich mich wenigstens für ein paar Augenblicke loslösen von dem, was in Auschwitz vor sich ging, und somit war es mir möglich, die Fäden des Verstandes beieinander zu behalten.“
Kantor ist am 16. Januar 2003 an den Folgen einer langjährigen Parkinson-Krankheit verstorben. Unveröffentlichte Bilder aus Schwarzheide, einem Mithäftling zur Aufbewahrung überlassen, liegen heute im Archiv des Jüdischen Museums Washington D.C. Die Rückgabe wird der verwitweten Inge Kantor – trotz rechtlicher Bemühungen – bis heute vorenthalten.

## Werk

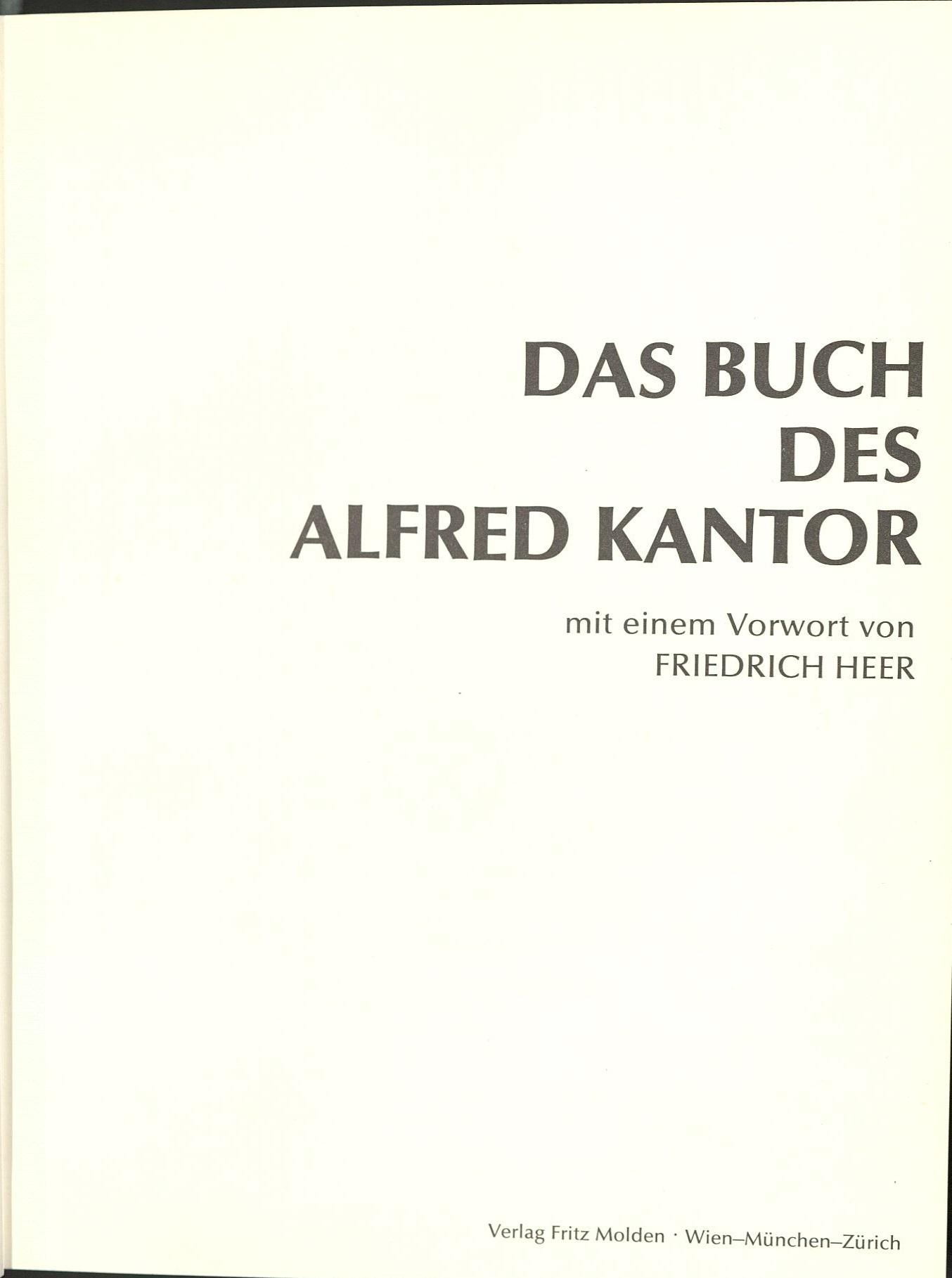
Deutsche Ausgabe (1972)

- The Book of Alfred Kantor : An Artist's Journal of the Holocaust. Vorwort John Wykert. McGraw-Hill, New York 1971. ISBN 978-0-86188-592-3
  - Das Buch des Alfred Kantor. Übersetzung Johannes Eidlitz. Vorwort Friedrich Heer. Molden, Wien 1972.